# Portage, Alaska

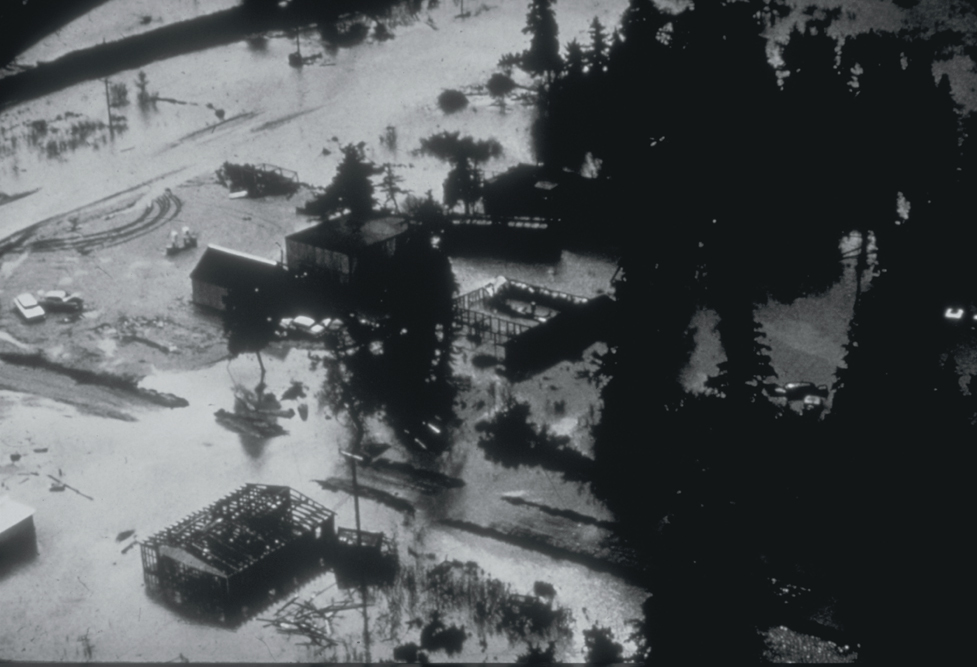
Bild på Portage strax efter skalvet då landnivån hade sänkts så att havsvatten täckte stora delar av bebyggelsen.

Portage är en liten by i Alaska som nu är obebodd. Byn är mest känd för att den drabbades hårt av det så kallade Långfredagsskalvet 1964. Byn är belägen vid Turnagain Arm i närheten av jordbävningens epicentrum. Efter skalvet hade strandlinjen flyttats 3,4 km längre inåt land på grund av subsidens vilket ledde till att byn under högvatten dränktes under 1,8 meter vatten och att den efterhand täcktes av silt.